# Cięcina (gmina)

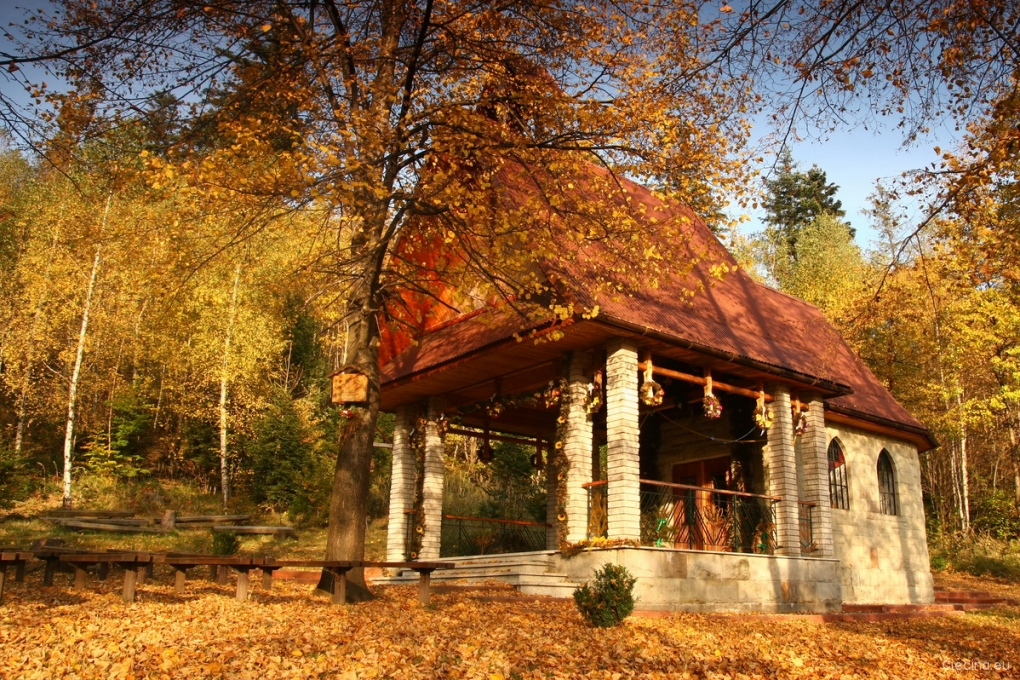
Kaplica w Cięcinie

Cięcina – dawna gmina wiejska istniejąca w latach 1934–1954 w województwie krakowskim (dzisiejsze woj. małopolskie). Siedzibą władz gminy była Cięcina.
Gmina zbiorowa Cięcina została utworzona 1 sierpnia 1934 roku w powiecie żywieckim w woj. krakowskim z dotychczasowych jednostkowych gmin wiejskich: Bystra, Brzuśnik, Cięcina, Juszczyna, Wieprz i Żabnica. 1 stycznia 1950 roku z gminy Cięcina wyłączono część gromady Wieprz (przysiółek Pawlusie) i włączono do Żywca. Według stanu z dnia 1 lipca 1952 roku gmina Cięcina składała się z 6 gromad: Brzuśnik, Bystra, Cięcina, Juszczyna, Wieprz i Żabnica. 
Gmina została zniesiona 29 września 1954 roku wraz z reformą wprowadzającą gromady w miejsce gmin. Jednostki nie przywrócono 1 stycznia 1973 roku po reaktywowaniu gmin a jej dawny obszar wszedł w skład gmin Radziechowy-Wieprz i Węgierska Górka.